# Université de commerce d'Otaru
L'Université de commerce d'Otaru (小樽商科大学, Otaru Shōka Daigaku) est une université nationale japonaise, située à Otaru dans l'ile d'Hokkaido.

## Composantes
L'université est structurée en faculté de 1er cycle (学部, gakubu), qui la charge des étudiants de 1er cycle universitaire, et en faculté de cycles supérieurs (研究科, kenkyūka), qui la charge des étudiants de 2e et 3e cycle universitaire.

### Facultés de1ercycle
L'université compte 1 faculté de 1er cycle (学部, gakubu).
- Faculté de commerce
  - Département d'économie
  - Département de commerce
  - Département de droit
  - Département des sciences de l'information et du management

### Facultés de cycles supérieur
L'université compte 1 faculté de cycles supérieurs (研究科, kenkyūka).
- Faculté d'économie
  - Majeure en commerce
  - Majeure en entrepreneuriat